# Comuna Pidvîsoke, Orativ
Pidvîsoke (în ucraineană Підвисоке) este o comună în raionul Orativ, regiunea Vinnița, Ucraina, formată din satele Pidvîsoke (reședința) și Tarasivka.

## Demografie
Componența lingvistică a satului Pidvîsoke
     Ucraineană (97,67%)
     Rusă (2,33%)
Conform recensământului din 2001, majoritatea populației satului Pidvîsoke era vorbitoare de ucraineană (97,67%), existând în minoritate și vorbitori de rusă (2,33%).